# Manuelita Vallarino de Saint Malo
Manuelita "Maui" Vallarino de Saint Malo (Ciutat de Panamà, 18 de setembre de 1937) és biòloga i educadora panamenya.
És filla d'Aquilino Vallarino i Liza Morice de Vallarino. Va iniciar els seus estudis primaris a l'escola de Balboa, que aleshores formava part de la Zona del Canal de Panamà, després al Col·legi Maria Immaculada i finalment al Col·legi de les Esclaves del Sagrat Cor de Jesús. Durant la seva adolescència es va traslladar als Estats Units, on va cursar la secundària a Gulfport, Mississipi. Es va graduar de biologia amb especialització en química al Newcomb College de Nova Orleans.
En 1963 va tornar a Panamà com a mestra substituta del Col·legi Episcopal de Panamà, després va ser nomenada mestra de ciències i matemàtiques a primària. Va treballar durant 20 anys, arribant a ser subdirectora del col·legi. El 1983 va fundar, juntament amb altres dones, l'Acadèmia Interamericana de Panamà, on hi ha exercit fins avui com a directora i presidenta de la junta directiva.
A la política, es va involucrar juntament amb altres dones com Rosario Arias de Galindo i Querube Solís de Carles a l'oposició de la dictadura militar que va durar entre 1968 i 1989. A més, va ser una de les figures clau de la derogació de la reforma educativa de 1979. En l'àmbit social, ha estat presidenta de l'Associació Amics dels Animals de Panamà (1998-2000) i membre de l'Associació Pro Llar Bolívar. Va ser premiada per Fundamujer com a Dona Estrella de l'Any.